# Muusoctopus eicomar
Muusoctopus eicomar es una especie de pulpo de la familia Enteroctopodidae.

## Descripción
M. eicomar es un pulpo de profundidad. 

## Distribución y hábitat

### Distribución geográfica
Costa de Chile, océano Pacífico sureste.

### Hábitat
Bentónico, por el talud continental. Se ha encontrado entre 352 y 608 m de profundidad entre Coquimbo y península de Taitao.
Prefiere aguas frías (3-5 °C) de alta concentración de oxígeno disuelto (OD).

## Ecología

### Reproducción
La longitud total de los huevos es 20 mm o más.